# Winifred Atwell
Winifred Atwell (* 27. Februar 1914 in Tunapuna; † 28. Februar 1983 in Sydney) war eine Pianistin aus Trinidad. Sie war die erste dunkelhäutige Musikerin und die erste Instrumentalistin, die einen Nummer-eins-Hit in Großbritannien hatte (mit dem Medley Let’s Have Another Party, 1954).

## Leben und Wirken
Atwell zog in den frühen 1940er Jahren nach Amerika, um dort bei Alexander Borowski Klavier zu studieren. Sie setzte ihr Studium als Konzertpianistin an der Royal Academy of Music in London ab 1946 fort. Nebenher spielte sie in Clubs Piano. Anfang der 50er bekam sie einen Plattenvertrag bei Decca, und sie hatte eine ganze Reihe von Instrumentalhits in den britischen Charts mit Ragtime- und Boogie-Woogie-Stücken, angefangen vom Britannia Rag und dem Coronation Rag. George Botsfords Black and White Rag wurde ihre Erkennungsmelodie. Ihre Version von Poor People of Paris erreichte 1956 sogar Platz 1. Auch nahm sie Medleys auf wie Let‘s Have a Party, bei dem sie die Stücke If You Knew Susie, The More We Are Together, Knees Up Mother Brown, Daisy Bell, Boomps a Daisy und She Was One of the Early Birds kombinierte. Ihr virtuoses Klavierspiel war in den 1950er Jahren u. a. auch auf Radio Luxemburg zu hören und beeinflusste Musiker wie Keith Emerson. Sie war mehrfach auf Tournee in Australien, wo sie ab den 1970er Jahren lebte.

## Diskografie

### Alben
- 1956: Double Seven
- Chartbusters

### Singles
| Jahr | Titel Album                                          | Höchstplatzierung, Gesamtwochen, AuszeichnungChartsChartplatzierungen (Jahr, Titel, Album, Platzierungen, Wochen, Auszeichnungen, Anmerkungen) | Anmerkungen |
| Jahr | Titel Album                                          | UK | Anmerkungen |
| ---- | ---------------------------------------------------- | --- | ----------- |
| 1952 | Britannia Rag                                        | UK5 (6 Wo.)UK |             |
| 1953 | Coronation Rag                                       | UK5 (6 Wo.)UK |             |
| 1953 | Flirtation Waltz                                     | UK10 (3 Wo.)UK |             |
| 1953 | Let’s Have a Party                                   | UK2 (15 Wo.)UK |             |
| 1954 | Rachmaninoff’s 18th Variation on a Theme By Paganini | UK9 (9 Wo.)UK |             |
| 1954 | Let’s Have Another Party                             | UK1 (8 Wo.)UK |             |
| 1955 | Let’s Have A Ding Dong                               | UK3 (10 Wo.)UK |             |
| 1956 | The Poor People of Paris                             | UK1 (16 Wo.)UK |             |
| 1956 | Port-Au-Prince                                       | UK18 (6 Wo.)UK |             |
| 1956 | Left Bank                                            | UK14 (7 Wo.)UK |             |
| 1956 | Make It A Party                                      | UK7 (12 Wo.)UK |             |
| 1957 | Let’s Rock ’N’ Roll                                  | UK24 (4 Wo.)UK |             |
| 1957 | Let’s Have A Ball                                    | UK4 (6 Wo.)UK |             |
| 1959 | The Summer of the Seventeenth Doll                   | UK24 (2 Wo.)UK |             |
| 1959 | Piano Party                                          | UK10 (7 Wo.)UK |             |

Weitere Singles
- 1957: Moonlight Gambler
- 1958: Dawning
- 1966: Mexico City